# Shannon Lucio
Shannon Lucio (ur. 25 czerwca 1980 w  Denver  w stanie Kolorado) – amerykańska aktorka.
Jest absolwentką University of Southern California.

## Filmografia
- 2005: Chirurdzy jako Amanda
- 2005: Skazany na śmierć jako Trishanne
- 2005: Nie z tego świata jako April Kelly
- 2005: Krwiożercze szczęki jako Danielle
- 2007: Smaki miłości jako Janey
- 2007: Ostateczny egzamin jako Polly Deely
- 2008: Świetliki w ogrodzie  jako Ryne Taylor
- 2011: The Chicago Code  jako Beth Killian
- 2013: Agenci T.A.R.C.Z.Y. jako Debbie
- 2013: Dawno, dawno temu jako Wyrocznia